# Сахарная вата

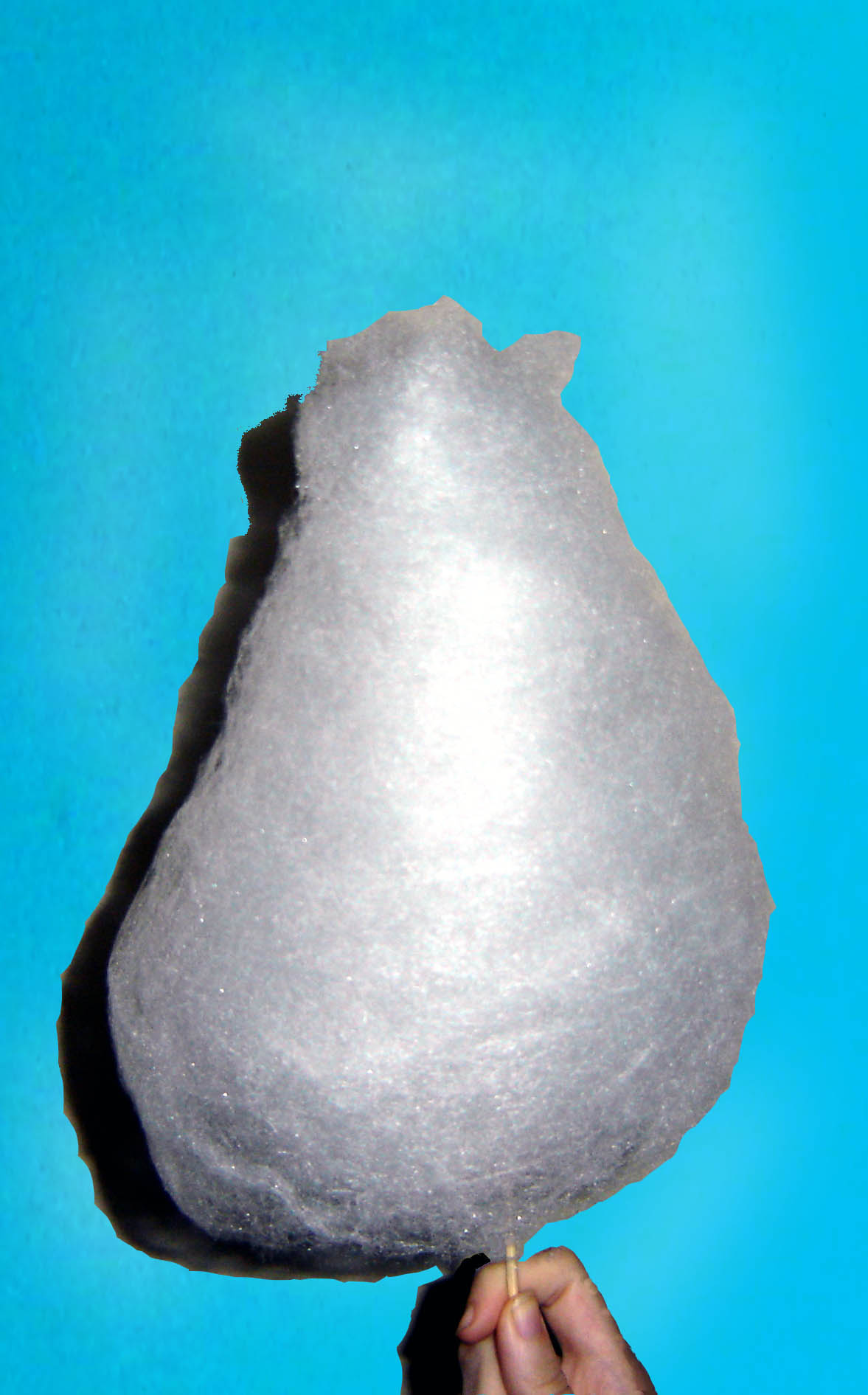
Сладкая вата

Сла́дкая ва́та, или са́харная ва́та, — рыхлый по консистенции кулинарный продукт, сладость, напоминающий по виду вату (отсюда название). Приготавливается из растопленного сахара, выливаемого сквозь сито на быстро вращающийся холодный металлический барабан или конус. В процессе приготовления образуются тонкие нити, которые собираются в комок. Если сахарный сироп подкрашивается пищевыми красителями, то сладкая «сахарная вата» приобретает цвет.

## История
Сахарная вата машинного прядения была изобретена в 1897 году дантистом Уильямом Моррисоном и кондитером Джоном К. Уортоном и впервые представлена широкой аудитории на Всемирной выставке 1904 года под названием «Нить феи» с большим успехом, было продано 68 655 коробок по цене 25¢ за коробку.

## Потребление и варианты
Является частым атрибутом массовых мероприятий (в том числе и особенно детских), различных празднеств и аттракционов, где часто производится прямо на месте специальными машинами, которые наматывают нити на палочку в рыхлый крупный комок. Также во многих местах мира производится фабрично в лёгких упаковках небольших размеров.
В западных странах (особенно в США) также выпускаются конфеты в обёртках из более плотной консистенции cotton candy. На Ближнем Востоке также производятся близкие к плотной сахарной вате варианты лёгкой халвы турецкая пишмание и иранский пашмак. Татарская кухня имеет более плотную, чем сахарная вата, и более рыхлую, чем турецкое пишмание, оригинальную сладость талкыш-калеве (сладкие опилки в форме небольшого перевёрнутого стаканчика-стопочки). Ещё более плотной, чем иранская и турецкая лёгкая халва, является индийская сладость соан-папди. Очень близка к сахарной вате китайская сладость борода дракона и корейская сладость медовый клубок (ккул-тараэ).